# إيمان (عارضة أزياء)
إيمان محمد عبد المجيد (بالصومالية:Iimaan Mohamed ʿAbdulmajiid) (بالإنجليزية: Iman) مواليد (25 يوليو 1955) عارضة أزياء، ممثلة ومنظمة احتفالات وفعاليات صومالية وهي زوجة الموسيقي والممثل الإنجليزي ديفيد بوي.

## النشأة
ولدت إيمان في مقديشو الصومال وهي ابنة ماريان ومحمد عبد المجيد وهو سفير صومالي سابق في السعودية ولديها شقيقان إلياس وفيصل وشقيقة واحدة هي نادية. درست إيمان في المدرسة الثانوية في مصر لتقيم لاحقاً في كينيا حيث درست العلوم السياسية في جامعة نيروبي.
إيمان وهي مسلمة تجيد التحدث بخمس لغات هي العربية، الإنجليزية، الفرنسية، الإيطالية والصومالية.

## المهنة
في 1975 تم تعيين إيمان كموديل من قبل المصور الفوتغرافي الأمريكي بيتر بييرد لتنتقل لاحقاً للإقامة في الولايات المتحدة، وكان أول تصوير لأزياء لها من قبل مجلة فوغ.

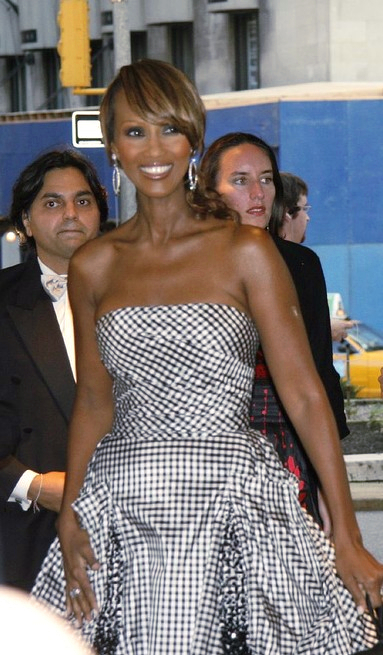
إيمان في عرض افتتاحي في أوبرا ميتروبوليتان في 25 سبتمبر 2006.

كما عملت لصالح دار إيف سان لوران للأزياء ليثنى إيف سان لوران على أدائها.
وكممثلة عملت إيمان بشكل متقطع في التمثيل حيث ظهرت مرتين في مسلسل ميامي فايس "Miami Vice" (1984-1989) وبلاك إن ذا وورلد Back In The World في 1985، نو واي أوت "No Way Out" مع كيفن كوستنر في 1987 ولوف آت فيرست سايت "Love At First Sight " (1988)، Star Trek VI: The Undiscovered Country وفيلم أوت أوف أفريكا "Out of Africa" في 1985. وعدد آخر من البرامج التفاعلية والفنية.
كما أن لديها خط خاص لإنتاج الملابس وبيعها عبر شبكة التسوق المنزلية Home Shopping Network كما أنها رئيسة مجلس إدارة إيمان لمستحضرات التجميل كما أنها تعمل ضمن وكالتين لعروض الأزياء في لندن ونيويورك.
إيمان هي المتحدثة باسم برنامج «أبقي طفل حياً» Keep a Child Alive وهو برنامج خيري يهدف لتوفير برنامج علاجي والعقاقير المضادة للفيروسات للأطفال وأسرهم المصابين باتش آي في/إيدز في أفريقيا وسائر العالم النامي.
في عام [1991] شاركت في فيديو كليب مع ملك الغناء العالمي وملك البوب الشهير مايكل جاكسون remember the time وقامت بتجسيد شخصية كليوبترا

## الحياة الخاصة
في 1977 تزوجت إيمان من لاعب كرة السلة الأمريكي سبنسر هاوارد حيث أنجبا ابنتهما زليخة هاوارد في 1978، وطُلقا في فبراير 1987.
في 24 أبريل 1992 تزوجت من الموسيقي البريطاني ديفيد بوي حيث أنجبا ابنة واحدة هي ألكسندريا زاهارا جونز التي ولدت في 15 أغسطس 2000، كما تعتبر زوجة أب دنكان جونز ابن ديفيد بويي وتقيم أسرة إيمان بشكل أساسي في مانهاتن ولندن.و قامت بتجسيد شخصية ملكة نفر تيتي في كليب مايكل جاكسون remember the time

## فيلموغرافيا
| السنة | الفيلم                                 | الدور            |
| ----- | -------------------------------------- | ---------------- |
| 1979  | The Human Factor                       | سارة             |
| 1983  | Exposed                                | عارضة أزياء      |
| 1985  | الخروج من إفريقيا                      | Mariammo         |
| 1987  | لا مفر                                 | نينا             |
| 1987  | Surrender                              | Hedy             |
| 1988  | في دفء الليل                           | Marie Babineaux  |
| 1991  | House Party 2                          | Sheila Landreaux |
| 1991  | L.A. Story                             | (cameo)          |
| 1991  | Star Trek VI: The Undiscovered Country | Martia           |
| 1991  | The Linguini Incident                  | Dali Guest       |
| 1992  | Remember the Time (كليب موسيقي)        | الملكة           |
| 1994  | Exit to Eden                           | نينا             |
| 2007  | Project Runway Canada                  | بشخصيتها الذاتية |
| 2009  | Project Runway Canada                  | بشخصيتها الذاتية |

## وصلات خارجية
- إيمان على موقع IMDb (الإنجليزية)
- إيمان على موقع مونزينجر (الألمانية)
- إيمان على موقع ألو سيني (الفرنسية)
- إيمان على موقع ميوزك برينز (الإنجليزية)
- إيمان على موقع تيرنر كلاسيك موفيز (الإنجليزية)
- إيمان على موقع أول موفي (الإنجليزية)
- إيمان على موقع إن إن دي بي (الإنجليزية)
- إيمان على موقع قاعدة بيانات الفيلم (الإنجليزية)
- إيمان على موقع كينوبويسك (الروسية)
- إيمان على موقع دليل عارضات الأزياء (الإنجليزية)
- Iman Cosmetics
- Iman IQONS Portrait
- Iman على موقع ماي سبيس